# Synallaxis ruficapilla
Synallaxis ruficapilla е вид птица от семейство Furnariidae.

## Разпространение
Видът е разпространен в Аржентина, Бразилия и Парагвай.